# Neillia grandiflora
Neillia grandiflora là loài thực vật có hoa trong họ Hoa hồng. Loài này được T.T. Yu & T.C. Ku mô tả khoa học đầu tiên năm 1980.